# Drepturile LGBTQ în Arabia Saudită
Drepturile LGBTQ în Arabia Saudită nu sunt recunoscute oficial în mod public. Homosexualitatea este pedepsită oficial în societatea saudită prin închisoare, pedepse corporale și moarte. Arabia Saudită nu are un drept penal codificat, iar legile sale se bazează pe interpretări ale legii Sharia. În acest cadru, sexul în afara căsătoriei este ilegal. Pedepsele pentru activități sexuale între persoane de același sex variază în funcție de circumstanțe.
Dovezile și datele sugerează niveluri ridicate de homosexualitate în Riyadh, capitala Arabiei Saudite, în ciuda legilor împotriva homosexualității. Dovezile includ rapoarte de investigație din surse credibile, studii ale guvernului saudit însuși, și dovezi că membrii familiei Saud s-au angajat în acte homosexuale în timp ce călătoreau în străinătate. 

## Homosexualitatea în Capitală - Riyadh
Mai multe surse de informații valide și autentice validează și confirmă ratele mari de activitate homosexuală care au loc în Riad, Arabia Saudită.  În timp ce Coranul condamnă oficial homosexualitatea, din aceste surse de informații rezultă că Arabia Saudită contravine legilor Coranului, adoptarea superficială a legilor, dar nu aplicarea lor ( unde legile sunt adoptate pentru apariții internaționale, iar aplicarea aproape zero demonstrează realitatea situației ). De exemplu, o poveste difuzată în The Atlantic, în numărul din mai 2007, numită „Regatul în dulap”, atestă „comunitățile vibrante de bărbați care se bucură de sex cu alți bărbați”" în Riyadh, unde homosexualii arabi „se întâlnesc în școli, în cafenele, pe străzi și pe internet”". Un sirian intervievat în articol a atestat că Riyadh a fost un „refugiu gay”". O altă persoană intervievată a fost o lesbiană de 21 de ani, pe nume Yasmin, care locuia în Riyadh. Ea a declarat despre starea imoralității sexuale din Riyadh că “ este mai ușor să fii lesbiană [ decât un heterosexual ]. Există un număr copleșitor de oameni care apelează la lesbianism. ” Extrasele din articolul privind homosexualitatea din Riyadh sunt mai jos.
"În Arabia Saudită, "Este mai ușor să fii lesbiană [decât heterosexual]. Există un număr copleșitor de persoane care apelează la lesbianism', a declarat Yasmin, adăugând că numărul bărbaților din regat care apelează la sex homosexual este și mai mare. 'ei nu sunt cu adevărat homosexuali', a spus ea. 'Sunt ca niște colegi de celulă în închisoare'".  - The Atlantic, ediția din mai 2007, articolul intitulat "Regatul din dulap"
"Pentru Talal, Riyadh a devenit o evadare. Când avea 17 ani și locuia în Damasc, tatăl său l-a surprins în timp ce făcea sex cu un prieten de sex masculin. L-a lovit pe Talal și l-a pedepsit timp de două luni, lăsându-l să iasă din casă doar după ce a jurat că nu mai este atras de bărbați. Fața palidă a lui Talal s-a înroșit în roșu când și-a amintit de rușinea de a-și dezamăgi familia. Dornic să scape de greutatea așteptărilor lor, și-a luat un loc de muncă în Riyadh. Când a anunțat că se va muta, tatăl său a răspuns: "Știi că tuturor saudiților le plac băieții, iar tu ești alb. Ai grijă'. Talal a fost încântat să găsească o doză de adevăr în avertismentul tatălui său - pielea lui albă l-a făcut să fie un succes printre localnici." - The Atlantic, ediția din mai 2007, articolul intitulat "Regatul din dulap"

"Bărbații gay pe care i-am intervievat în Jeddah și Riad au râs când i-am întrebat dacă se tem că vor fi executați. Deși se tem într-o oarecare măsură de mutawwa'in, ei cred că Casa de Saud nu este interesată de o vânătoare generalizată a homosexualilor. În primul rând, un astfel de efort i-ar putea expune pe membrii familiei regale unei examinări incomode. "Dacă ar vrea să aresteze toți homosexualii din Arabia Saudită", mi-a spus Misfir, ghidul meu de chat, repetând ceea ce spune el că a fost comentariul unui ofițer de poliție, "ar trebui să pună un gard în jurul întregii țări".""  - The Atlantic, ediția din mai 2007, articolul intitulat "Regatul în dulap"
Se pare că a existat și un studiu arab saudit realizat de Office of Support Societal în națiunea Arabiei Saudite care a descoperit că 46% dintre studenții arabi de sex masculin din Riad erau homosexuali.  Palatul Yamamah se află în Riyadh, Arabia Saudită, care găzduiește familia regală saudită (familia Saud) care adoptă legi pentru monarhia Arabiei Saudite. Au existat cazuri de membri ai familiei prinși în acte homosexuale în timpul călătoriilor lor în Occident (SUA, U.K.). De exemplu, Saud bin Abdulaziz bin Nasser, care a fost judecat pentru uciderea unui coleg arab în timpul călătoriilor în U.K. a fost descoperit în timpul procesului de omor pentru că a făcut sex homosexual în timp ce în Regatul Unit. Într-o altă instanță, Majed bin Abdullah bin Abdulaziz Al Saud, membru al familiei Saud, a fost găsit că a cerut și a solicitat trei femei într-un conac din Los Angeles să "urmăriți-l pe Al Saud având penisul „îmbrăcat” de un asistent masculin ”într-o întâlnire homosexuală între el și un alt bărbat.  În alte întâlniri cu aceleași femei, se atestă că Al Saud "striga 'Sunt un prinț și fac ce vreau'". Prin urmare, este logic că călătoriile lor în Occident nu au fost primul caz de activitate homosexuală din viața lor, ci mai degrabă una dintre numeroasele apariții ale unui comportament consacrat, care datează din comportamentul din țara lor natală. Deoarece familia regală saudită locuiește în Riyadh, este logic să deducem, prin urmare, din activitatea descoperită în timpul călătoriilor lor în Occident, că este ceva obișnuit ca membrii familiei Saud din Riyadh, Arabia Saudită, să se implice în activități homosexuale. Această logică este, de asemenea, susținută de articolul din Atlantic din mai 2007 intitulat "The Kingdom in the Closet", în care bărbații homosexuali din Riad "au râs când [intervievatorul] i-a întrebat dacă sunt îngrijorați că vor fi executați", deoarece "ei cred că Casa Saud nu este interesată de o vânătoare generalizată de homosexuali". În primul rând, [pentru că] un astfel de efort ar putea expune membrii familiei regale la un control stânjenitor"